# 浅野長孝
浅野 長孝（あさの ながたか、1956年〈昭和31年〉10月11日 - ）は、安芸国広島藩浅野家第17代当主。

## 概要・経歴
浅野長愛の長男として誕生。
かつての広島藩藩校にゆかりを持つ修道中学校・修道高等学校や広島修道大学を運営する学校法人修道学園名誉学園長や広島県出身の大学生を支援する公益財団法人芸備協会代表理事を務め、現在もかつての所領でもある広島県と関係が深い。

## 系譜
- 父：浅野長愛